# Saint-Martin-du-Vieux-Bellême
Saint-Martin-du-Vieux-Bellême è un comune francese di 642 abitanti situato nel dipartimento dell'Orne nella regione della Normandia.

## Società

### Evoluzione demografica
Abitanti censiti